# André Paus
André Paus (født 9. oktober 1965) er en tidligere hollandsk fodboldspiller.
Han har spillet for flere forskellige klubber i sin karriere, herunder FC Twente og Júbilo Iwata.